# Africactenus kribiensis
Africactenus kribiensis là một loài nhện trong họ Ctenidae.
Loài này thuộc chi Africactenus. Africactenus kribiensis được Hyatt miêu tả năm 1954.